# Ictidomys tridecemlineatus
Ictidomys tridecemlineatus är en däggdjursart som först beskrevs av Samuel Latham Mitchill 1821. Den ingår i släktet Ictidomys och familjen ekorrar. IUCN kategoriserar arten globalt som livskraftig.

## Taxonomi
Catalogue of Life listar 10 underarter:
- Ictidomys tridecemlineatus tridecemlineatus (Mitchill, 1821)
- Ictidomys tridecemlineatus alleni (Merriam, 1898)
- Ictidomys tridecemlineatus arenicola (A. H. Howell, 1928)
- Ictidomys tridecemlineatus blanca (Armstrong, 1971)
- Ictidomys tridecemlineatus hollisteri (V. Bailey, 1913)
- Ictidomys tridecemlineatus monticola (A. H. Howell, 1928)
- Ictidomys tridecemlineatus olivaceus (J. A. Allen, 1895)
- Ictidomys tridecemlineatus pallidus (J. A. Allen, 1874)
- Ictidomys tridecemlineatus parvus (J. A. Allen, 1895)
- Ictidomys tridecemlineatus texensis (Merriam, 1898)

Arten har tidigare förts till släktet sislar (Spermophilus), men efter DNA-studier som visat att arterna i detta släkte var parafyletiska med avseende på präriehundar, släktet Ammospermophilus och murmeldjur, har det delats upp i flera släkten, bland annat Ictidomys.

## Beskrivning
Arten har en unik färgteckning, med 13 omväxlande mörka och ljusa längsränder på rygg och sidor med små, vita fläckar i de mörka ränderna. Längden varierar mellan 17 och 31 cm, och vikten mellan 110 och 140 g.

## Ekologi
Ictidomys tridecemlineatus lever på torra och sandiga jordar som gräsmarker, buskmarker, åkrar, ängar, vägrenar, flygfält, gräsmattor i förordsområden och stränder. Den gräver underjordiska bon där den tillbringar stora delar av tiden. Arten sover vintersömn mellan oktober (vissa vuxna kan gå i ide så tidigt som juli) och mars eller tidigt i april.
Arten är allätare, och förtär frön, frukter, gräs, örter, insekter och ibland små ryggradsdjur.

### Fortplantning
Leken äger rum i april till juni. Efter en dräktighet mellan 27 och 28 dygn får honan i genomsnitt 8 ungar, fler för äldre mödrar. Ungarna dias i omkring 26 dygn, och lämnar boet för första gången efter 5 veckor. De blir könsmogna våren efter deras födelse.

## Utbredning
Utbredningsområdet omfattar södra Kanada och norra till centrala USA och sträcker sig från södra Alberta, Saskatchewan och Manitoba söderut till den östligaste delen av centrala Arizona, Texas kustområde och centrala Ohio. Det finns dessutom en separat population kring gränsen mellan Arizona och New Mexico.

## Bildgalleri

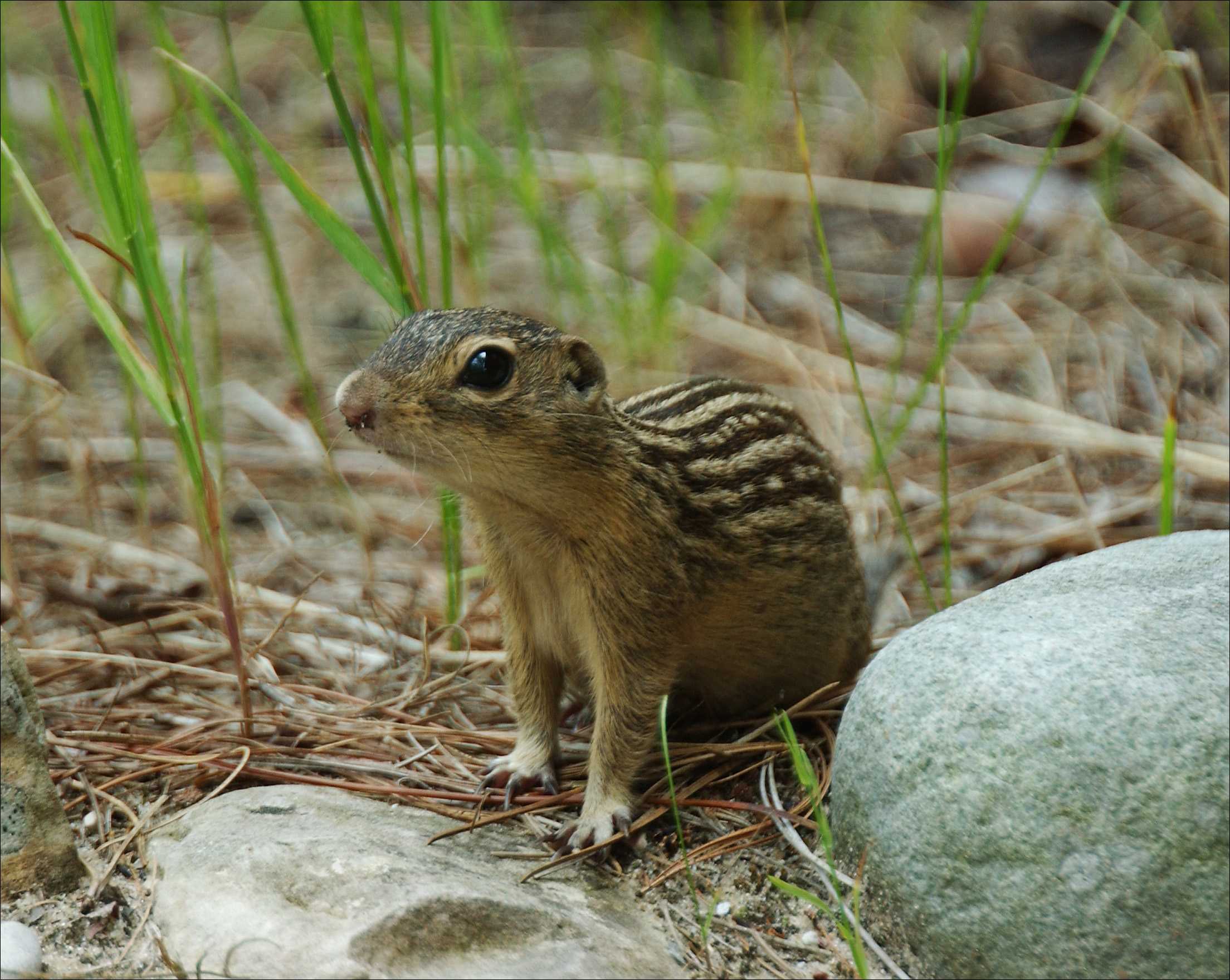
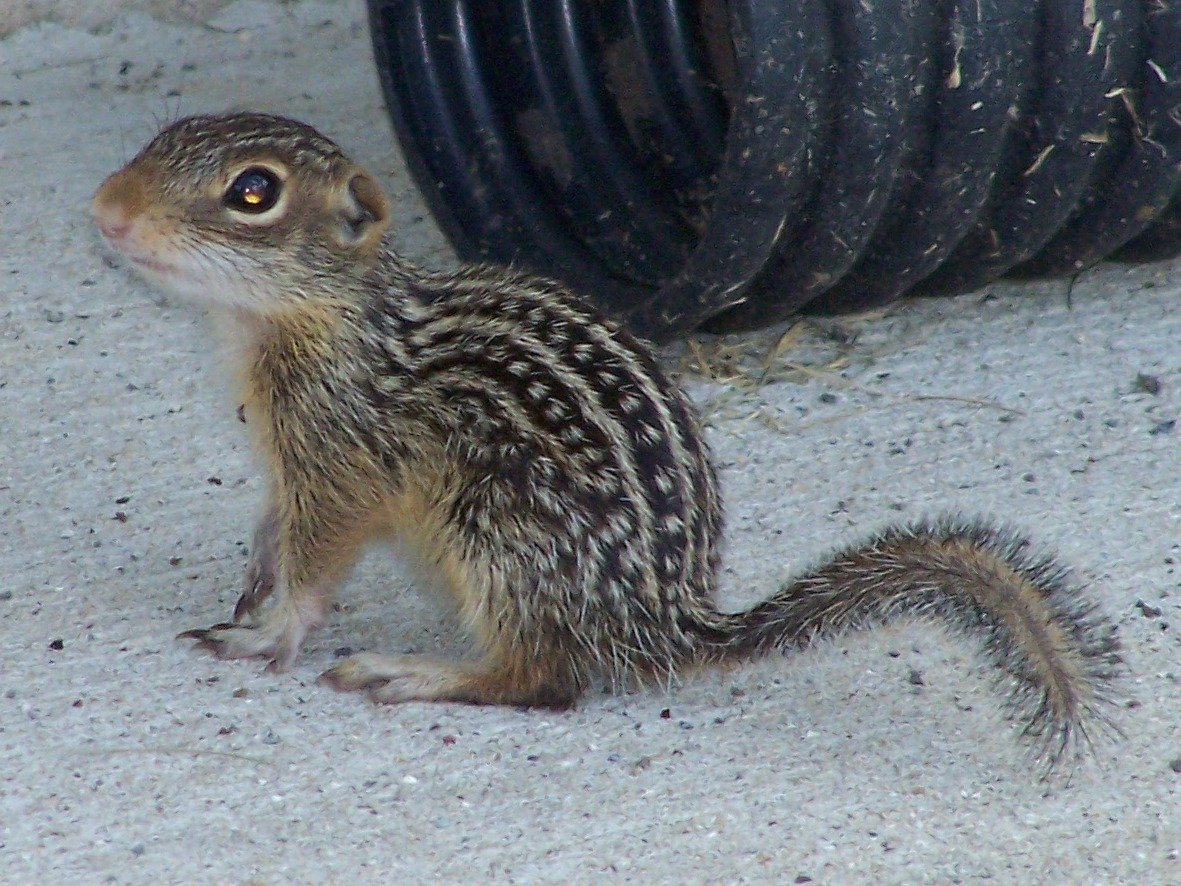
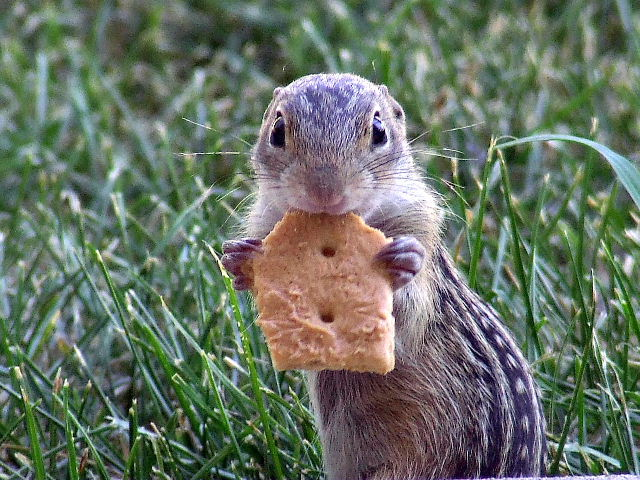